# آغاسی آرشاکیان
آغاسی آرامائیسی آرشاکیان (Աղասի Արամայիսի Արշակյան؛ زادهٔ ۲۴ ژوئیهٔ ۱۹۵۴ - درگذشته ۲۵ دسامبر ۲۰۱۷) یک سیاستمدار و اقتصاددان اهل ارمنستان بود که از تاریخ - تا تاریخ ۲۰۰۳ نمایندگی دوره‌های اول تا سوم مجلس ملی جمهوری ارمنستان را برعهده داشت.

## زندگی‌نامه
در ۲۴ ژوئیهٔ ۱۹۵۴ در ایروان به دنیا آمد و از دانشگاه دولتی ایروان فارغ‌التحصیل شد.  وی در ۲۵ دسامبر ۲۰۱۷ در سن ۶۳ سالگی در ایروان درگذشت.